# Tintenherz (Film)
Tintenherz ist ein Fantasyfilm von Iain Softley und eine Verfilmung des gleichnamigen Romans von Cornelia Funke. In den Hauptrollen sind Brendan Fraser und Eliza Bennett als Vater Mo und Tochter Meggie zu sehen. Weitere Rollen wurden mit Paul Bettany und Andy Serkis sowie mit den Oscar-Preisträgern Helen Mirren und Jim Broadbent besetzt.

## Handlung
Mortimer Folchart, genannt Mo, findet in einem Schweizer Antiquariat das sehr seltene Buch Tintenherz. Auch sein alter Bekannter Staubfinger ist hinter dem Buch her und will es Mo entwenden, doch der kann mit seiner Tochter Meggie zu ihrer Großtante Elinor fliehen. Sie ist eine Büchersammlerin und nimmt etwas unfreundlich die beiden bei sich auf. Staubfinger folgt den beiden und überfällt sie mit Hilfe von tintenverschmierten Männern, die die Bibliothek in Brand setzen und die Familie in die Festung ihres Herrn Capricorn entführen.
Es stellt sich heraus, dass Mo „Zauberzunge“ genannt wird, weil er mit seiner Stimme Gegenstände und Personen aus Büchern herauslesen kann, die dann in der Realität auftauchen. Gleichzeitig verschwindet eine reale Person in die Welt des Buches. Dies geschah auch neun Jahre zuvor, als Mo seiner Frau Resa aus dem Buch Tintenherz vorlas. Damals erschienen die Bösewichte Capricorn und Basta sowie der Feuerspucker Staubfinger mit seinem Marder Gwin, die bis dato nur in der Geschichte vorgekommen waren, während Resa und ihre zwei Katzen zwischen den Seiten verschwanden. Deswegen sucht Mo seitdem nach dem Buch, um sie wieder „herauslesen“ zu können. Zudem hatte er Staubfinger versprochen, ihn wieder in das Buch hineinzulesen, um ihm ein Wiedersehen mit seiner Familie in der Welt von Tintenherz zu ermöglichen. Es gibt noch andere Personen, die ähnliche Fähigkeiten haben wie Mo, aber keine liest so fehlerlos wie er. Capricorn beschäftigt mit dem stotternden Darius einen solchen Vorleser, der Capricorns Schergen mit Verstümmelungen und ähnlichen „Fehlern“ herausgelesen hat. Sie alle tragen Tintenschrift auf ihren Gesichtern, ein Zeichen für ihre Herkunft und den nicht perfekt geglückten Transfer in die Realität.
In Capricorns Festung wird Mo gezwungen aus Tausendundeine Nacht vorzulesen, um Schätze aus der Erzählung Ali Baba und die vierzig Räuber herbeizuholen. Dabei taucht plötzlich Farid, einer der Räuber, auf. Capricorn nimmt Tintenherz an sich, verbrennt es, und alle werden in den Kerker gesperrt, in dem auch ein Einhorn, fliegende Affen aus Der Zauberer von Oz, das Krokodil aus Peter Pan und andere Fabelwesen ihr Dasein fristen. Mit Hilfe Staubfingers und des Wirbelsturms aus Der Zauberer von Oz, den Mo herbeiliest, können alle fünf fliehen. Elinor hat jedoch genug von Abenteuern und so geht sie zum nächsten Bahnhof, um den Heimweg anzutreten.
Der Rest der Gruppe begibt sich zu Fenoglio, dem Autor von Tintenherz, auf der Suche nach einem weiteren Exemplar des Buches. Fenoglio findet auf dem Dachboden sein Manuskript. Da eröffnet Staubfinger Mo, dass er Resa vor wenigen Stunden in Capricorns Festung gesehen hat. Darius hatte sie kurz zuvor herausgelesen, allerdings verlor sie aufgrund dessen minderwertiger Fähigkeiten ihre Stimme. Sie wird als Sklavin in der Küche gehalten. Mo und Staubfinger wollen sie retten und machen sich mit einem Auto erneut auf den Weg zur Festung. Farid versteckt sich im Kofferraum, da er in Staubfinger einen Freund gefunden hat, den er nicht mehr verlassen will.
Capricorn entführt Fenoglio und Meggie durch seinen Handlanger Basta. Auch Meggie hat die Fähigkeit einer Zauberzunge, was sie zufällig entdeckt, als der Hund Toto aus Der Zauberer von Oz plötzlich vor ihr steht, während sie die Geschichte laut vorliest. Capricorn möchte sie nunmehr dazu missbrauchen, seinen dunklen Verbündeten aus Tintenherz, den „Schatten“, in die Wirklichkeit zu holen. Nach dieser Zeremonie soll der Schatten Fenoglio und Resa als Opfer verschlingen. Capricorn hat extra dazu noch ein Exemplar des Buches aufgehoben. Fenoglio erfindet ein alternatives Ende der Geschichte, in dem der Schatten seine Macht verliert, um das Unheil doch noch abzuwenden.
Mo, Staubfinger und Farid gelingt ein Ablenkungsmanöver, doch der Schatten ist bereits erschienen. Er ist trotz Fenoglios neuen Endes mächtig und unheimlich. Meggie erfindet in ihrer Not eilig neue Sätze, in denen Capricorn zu Staub zerfällt und der Schatten und die anderen Gestalten sich auflösen. Elinor hat es sich mit ihrer Heimreise anders überlegt und kehrt ebenfalls zur Festung zurück, wo sie die Fabelwesen befreit. Um Meggie genügend Zeit zu verschaffen, die Sätze aufzuschreiben und zu lesen, wirbelt sie die Menge durcheinander. Schließlich führen Meggies Sätze dazu, dass alle Bösewichte verschwinden und die Fabelwesen wieder in ihre Ursprungsgeschichten zurückkehren.
Resa erhält auch ihre Stimme zurück und Staubfinger wird von Mo endlich nach Tintenherz entlassen. Zwar hat er inzwischen von Fenoglio erfahren, dass er am Ende des Buches sterben wird, doch glaubt er, dies verhindern zu können und nicht von seinem „Schöpfer“ abhängig zu sein. Außerdem wäre sein Tod laut Fenoglio während einer Rettung von Gwin passiert, der aber nicht zurückgelesen wird. In der Tintenwelt trifft er seine große Liebe Roxane wieder.

## Produktion

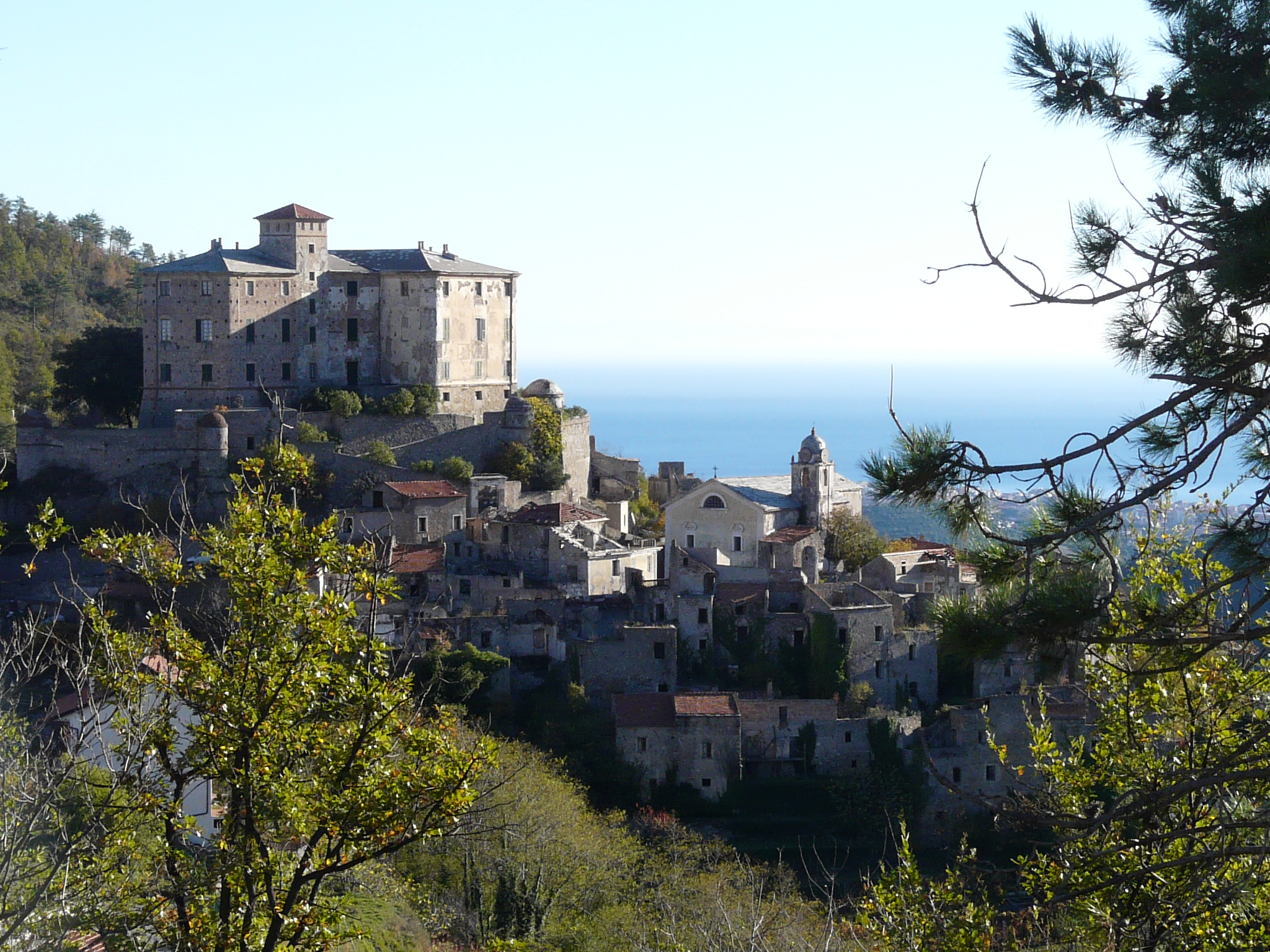
Balestrino, der Drehort vieler Szenen

Bereits 2004 wurde bekannt, dass New Line Cinema sich die Filmrechte an Cornelia Funkes phantastischem Jugendroman Tintenherz gesichert hatte. Die Autorin selbst beteuerte, dass das Filmstudio, welches in der Vergangenheit unter anderem die Der-Herr-der-Ringe-Trilogie sehr erfolgreich verfilmt hatte, auch ihre erste Wahl gewesen sei. Die Erstellung des Filmes erforderte Produktionskosten von etwa 60 Millionen Dollar. Insgesamt spielte der Film etwa 62,5 Millionen Dollar ein. Drehort war zu großen Teilen der ligurische Ort Balestrino. Der Dorfkern wurde etwa vierzig Jahre vor Drehbeginn wegen eines drohenden Erdrutsches weitgehend verlassen. Hierdurch wird der Ort durch graue und verlassene Steinhäuser geprägt. Überragt wird der Drehort von einer mittelalterlichen Burg.
Die Autorin der Vorlage hatte erhebliche Mitspracherechte, die sie sich frühzeitig gesichert hatte.
Das Ende des Films weicht von der Buchvorlage dennoch ab, da es sich bei Testvorführungen ergab, dass das Publikum sich ein Happy End wünscht.

### Synchronisation
- Mo: Torsten Münchow
- Meggie: Malika Bayerwaltes
- Capricorn: Andreas Fröhlich
- Staubfinger: Nicolas Böll
- Elinor: Karin Buchholz
- Fenoglio: Reinhard Glemnitz
- Resa: Stephanie Kellner
- Farid: Mehmet Yilmaz
- Mortola: Maddalena Kerrh
- Basta: Thomas Albus
- Cockerell: Jakob Riedl
- Flachnase: Thomas Rauscher

## Kritiken
Thomas Binotto schrieb, der Film biete „106 kurzweilige Minuten“ und es sei positiv zu vermerken, dass Iain Softley den Film nicht auf „den Fantasy-Standard von 150 Minuten breitgewalzt habe“. Die Schauspieler überzeugten mit souveränem Spiel. Der Film falle im Fantasy-Genre weder besonders auf noch ab, faszinierend sei aber „das Wechselspiel von Realität und Fiktion, die Osmose zwischen Literatur und Leben“. Die Wahl des Drehortes zeichne ein „fahl pittoreskes Italienbild“, der Ort würde einen realistischen Hintergrund mit phantastischem Potenzial bieten.
Thomas Klingenmaier urteilte, dass Tintenherz ein „extrem hektisch geschnittener Abenteuerfilm“ sei, bei dem die Schnelligkeit der Schnitte nicht „die wenig ergreifende Gestaltung der Szenen“ überspielen könne. Der Film sei geprägt von „kurzatmiger Schnittwut und manischer Getriebenheit“. Dabei habe der Regisseur vor demselben Problem wie Wolfgang Petersen bei seinem Film Die unendliche Geschichte gestanden: Das Lesen sollte gefeiert werden. Ian Softley habe aber Cornelia Funkes „poetisch-kunstdemokratische Buchvorlage [...] falsch verstanden“.
David Gaertner bemerkt: „Schreibt man Tintenherz […] einem Genre zu, wird die Absurdität dieses Computereffektspektakels besonders deutlich. Als Fantasy-Film fehlt Tintenherz vor allem eines: Fantasie.“ und weiter „Dies ist besonders schade, denn gerade das Ensemble von Tintenherz gibt sich bisweilen redlich Mühe, gegen die Belanglosigkeiten des Drehbuchs, die sich in Iain Softleys uninspirierter Inszenierung fortsetzen, anzukämpfen. Leider können sie da nur verlieren.“
Das Lexikon des internationalen Films schrieb, der Film sei eine „hochkarätig besetzte Adaption des Fantasyromans“, welche die „unzureichend ausgeloteten Figuren aber etwas atemlos durch die Handlung hetzt“. Somit sei Tintenherz ein „tricktechnisch perfekter, inszenatorisch bisweilen aber holprig umgesetzter Film, dem es trotz einiger charismatischer Charaktere an emotionaler Kraft mangelt.“

## Unterschiede zwischen Film und Buch
Wenngleich der Inhalt des Films grob die Rahmenhandlung der Buchvorlage widerspiegelt, gibt es dennoch eine ganze Reihe von Unterschieden: 
- In der Buchvorlage ist Mo von Anfang an im Besitz einer Ausgabe von Tintenherz, die er wie seinen Augapfel hütet, während er im Film seit vielen Jahren schon krampfhaft nach einer neuen Ausgabe des Buches sucht und diese zu Beginn der Filmhandlung schließlich durch einen glücklichen Zufall in einer alten Buchhandlung findet.
- Im Buch sucht Staubfinger zu Beginn der Handlung Mo und Meggie nachts in ihrem Zuhause auf, um ihn vor Capricorn zu warnen und Mo entscheidet sich daraufhin, mit seiner Tochter und dem Feuerspucker zusammen zu Elinor zu fahren, um seine Ausgabe von Tintenherz bei dieser zu verstecken. Im Film treffen die beiden stattdessen während einer beruflichen Reise von Mo in einer belebten Ortschaft auf Staubfinger. Nachdem der Feuerspucker anfängt, Mo zu bedrängen, bekommt dieser Panik, lässt Staubfinger zurück und flieht mit Meggie zu Elinor.
- Im Buch wird Mo anfangs als Einziger von Basta und den Schwarzjacken in Capricorns Dorf entführt und Elinor und Meggie fahren ihnen anschließend zusammen mit Staubfinger hinterher, um Mo im Austausch von dessen Tintenherz-Ausgabe wieder frei zu bekommen. Im Film verläuft dies etwas anders. Hier werden alle zusammen von Capricorns Männern aus Elinors Haus entführt und Staubfinger entpuppt sich gleich als der Verräter, während man im Buch erst etwas später erfährt, dass er insgeheim mit Capricorn zusammengearbeitet und die Anderen verraten hat.
- Im Film zerstören Capricorns Männer im Zuge der Gefangennahme von Mo und den anderen sofort Elinors Hausbibliothek, während dies im Buch erst irgendwann später zu geschehen scheint und Elinor die Verwüstungen vorfindet, als sie nach der gelungenen Flucht aus Capricorns Dorf nach Hause kommt.
- Im Buch hat Capricorn sein Hauptquartier in der alten Dorfkirche eingerichtet, während er im Film über dem Dorf eine Art Festung errichtet hat.
- Im Film haben Capricorns Gefolgsleute auffällige Buchstaben aus Druckerschwärze auf ihrer Haut eintätowiert, welche anscheinend die Zeilen darstellen, mit welchen sie aus ihrem Buch herausgelesen wurden. Dies wird (wie die anderen Schönheitsfehler und Einschränkungen) als unerwünschter Nebeneffekt dargestellt, der eine weitere Folge von Darius unsicheren Lesekenntnissen zu sein scheint. In der Buchvorlage findet etwas Derartiges keine Erwähnung.
- Im Film lässt Capricorn Darius Rapunzel aus einem Buch herauslesen, um zu veranschaulichen, wie stümperhaft dessen Lesefähigkeiten sind. In der Buchvorlage kommt dies nicht vor.
- Im Film gibt es in Capricorns Dorf einen Stall, in welchem Fabelwesen aus verschiedenen Büchern gehalten werden. Unter anderem sind dort das tickende Krokodil aus J. M. Barries Peter Pan, die fliegenden Affen aus Lyman Frank Baums Der Zauberer von Oz und auch ein Minotaurus vertreten. All dies kommt in der Buchvorlage nicht vor.
- Im Film schafft es die Truppe um Meggie aus Capricorns Dorf zu fliehen, indem Mo dort Chaos mithilfe des aus Der Zauberer von Oz herausgelesenen großen Wirbelsturmes erzeugt. Im Buch kommt dies nicht vor. Stattdessen schaffen sie es dort, sich aus eigener Kraft mit Staubfingers Hilfe aus dem Dorf zu schleichen. Die kurz darauf (im Rahmen der Verfolgung) stattfindende erneute Konfrontation mit Basta und Flachnase, im Zuge derer Mo durch einen Hund verletzt wird, fehlt wiederum im Film.
- Im Film wohnt Fenoglio, der Autor von Tintenherz, in dem Küstenort Alassio. Im Buch lebt er dagegen in einem kleinen (nicht näher benannten) Dorf im ligurischen Hinterland.
- In der Buchvorlage hat Fenoglio drei Enkelkinder, die im Film nicht vorkommen.
- Im Film erfährt Mo schon während des Besuchs bei Fenoglio von Staubfinger, dass Resa wieder zurück ist und in Capricorns Dorf als Magd arbeitet. Anschließend macht er sich zusammen mit diesem auf, um seine Frau zu retten und lässt Meggie bei Fenoglio, wo die beiden schon bald von Basta und Flachnase aufgespürt und entführt werden. Im Buch sind die Begebenheiten anders. Hier flieht Staubfinger in Panik vor Fenoglio und Mo erfährt erst gegen Buchende davon, dass Resa lebt. Kurz danach fährt er die (aufgrund der Zerstörung ihrer Hausbibliothek) erzürnte Elinor abholen. In dieser Zeit werden Meggie und Fenoglio von Basta und Flachnase gekidnappt.
- Im Film erfährt Meggie von ihrer Gabe als „Zauberzunge“, als sie bei Fenoglio versehentlich den schwarzen Hund Toto aus Der Zauberer von Oz herausliest. Im Buch liest sie dagegen während ihrer zweiten Gefangenschaft in Capricorns Dorf die Fee Tinker Bell aus Peter Pan und den Zinnsoldaten aus Hans Christian Andersens gleichnamigen Märchen heraus.
- Die Szene im Film, wo Meggie Capricorn zur Vorführung ihrer Kräfte verschiedene Gegenstände aus diversen Büchern (unter anderem Mark Twains Huckleberry Finn und Grimms Märchen) herausliest, kommt in der Buchvorlage in der Form nicht vor.
- Im Buch werden Meggie und Fenoglio in einem einfachen Raum gefangen gehalten, während sie im Film in die Gruft gesperrt werden. Im Buch werden dagegen Staubfinger und Resa (sowie später Elinor) als Todgeweihte dort eingekerkert.
- Im Buch ist Capricorn nach Staubfingers erneuter Flucht über Bastas wiederholtes Versagen derart erbost, dass er beschließt, diesen ebenfalls durch den Schatten hinrichten zu lassen. Im Film geschieht dies nicht.
- Im Buch versucht Elinor Capricorn durch die Polizei verhaften zu lassen, was allerdings misslingt, da sich herausstellt, dass sogar die regionalen Polizeibeamten so sehr von diesem eingeschüchtert sind, dass sie es nicht wagen, irgendetwas gegen ihn und seine Bande zu unternehmen. Außerdem spielt sie sich auf diese Weise ungewollt in Capricorns Hände zurück. Im Film plant sie stattdessen eine Rettungsaktion ihrer Freunde aus eigenen Kräften und macht sich mit wenig Selbstvertrauen auf den Weg zurück in Capricorns Dorf, wo sie später Darius davon überzeugt, ihr bei ihrem Vorhaben zu helfen. Sie bleibt dort bis zum Ende der Hinrichtung auf freiem Fuß und versucht etwas zu unternehmen.
- Im Film tut sich Staubfinger nach seiner erneuten Flucht wieder mit Mo und Farid zusammen und legt gemeinsam mit letzterem ein Feuer im Dorf. Im Buch versteckt er sich stattdessen zunächst im Haus des zum Tode verurteilten Bastas und taucht erst gegen Buchende wieder auf. Mo und Farid legen dort das Feuer ohne ihn.
- Im Buch soll Fenoglio bei der Hinrichtung von Resa und Elinor nur zusehen, während er im Film selber vom Schatten hingerichtet werden soll.
- Im Buch scheint der Schatten eine überschaubare Körpergröße zu haben, während er im Film riesig dargestellt wird.
- Die Szene bei der Hinrichtung ist im Film ebenfalls geringfügig anders als in der Buchvorlage. Dort ist Meggie gezwungen, die letzten Zeilen, die zu Capricorns Ende führen sollen, zu improvisieren und auf ihren eigenen Arm zu schreiben. Sie liest dort die Worte komplett selber zu Ende und liest auch Fenoglio auf dessen eigenen Wunsch zuletzt gewollt in dessen eigene Geschichte. Im Buch ist das Transkript, das sie mit Fenoglio ausgearbeitet hatte, zwar vollständig, jedoch schafft Meggie es dort nicht, die letzten Zeilen, die zu Capricorns Tod führen würden, zu lesen. Diese Aufgabe übernimmt dort stattdessen ihr Vater Mo, der ihr in letzter Sekunde zu Hilfe eilt. Dass Fenoglio dort (wohl als Platzhalter für den Schatten) in seinem Buch verschwunden ist, scheint eher ein ungewollter Kollateralschaden der Ereignisse zu sein und fällt Mo und Meggie erst hinterher auf.
- Im Buch fällt Capricorn nach der Lesung der neuen Worte einfach tot um, während er im Film zusammen mit all seinen Gefolgsleuten zu Asche zerfällt. Des Weiteren scheinen im Film auch sein Handlanger Basta und seine Mutter Mortola mit ihm zu verschwinden, während die beiden im Buch am Leben bleiben und auch in den beiden Fortsetzungen noch wichtige Rollen spielen.
- Im Film erhält Resa nach Capricorns Tod ihre Stimme wieder, während sie im Buch auch danach vorerst stumm bleibt und ihre Stimme erst im zweiten Band zurückbekommt.
- Im Buch werden alle Wesen (Menschen und Fabelwesen der Tintenwelt), die der Schatten in seiner Geschichte ausgelöscht hatte, wieder lebendig, als der Unhold sich selbst zerstört. Im Film geschieht dies nicht.
- Ein weiterer auffälliger Unterschied ist, dass Mo Staubfinger gegen Filmende tatsächlich in die Tintenwelt zurückliest. In der literarischen Vorlage geschieht dies so nicht. Dort gelangt Staubfinger erst am Anfang des zweiten Buches mithilfe eines anderen Vorlesers zurück nach Hause.

## Sonstiges
Nach eigenen Aussagen empfindet die Autorin die Verfilmung eines Buches nicht als Umsetzung des Textes in eine bildliche Darstellung, sondern sieht in der Veränderung durch den Regisseur selbst dann noch einen positiven Akt künstlerischer Gestaltung, wenn dadurch der Inhalt des Buches und auch seine Aussage verändert werden. Daher sieht sie in der Tatsache, dass der Film an keiner Stelle Anstalten macht, durch Handlungstreue die Tiefe des Textes wiederzugeben, sondern relevante Szenen völlig anders darzustellen, oder auch die Tatsache, dass etwa die Rolle einer 12-Jährigen von einer fast erwachsenen Schauspielerin dargestellt wird, nicht etwa als Nachteil, sondern gar als Vorteil an, da es ihrer Ansicht nach nicht darauf ankomme, wer eine Rolle spielt, sondern nur, wie er sie darstelle – so wie es auch in der Oper niemanden interessiere, wenn die Rollen von Jünglingen und zarten Jungfrauen von gesetzteren Sängern mit ausgeprägter Stimme vorgetragen würden.